# Луна-Піер (Мічиган)
Луна-Піер (англ. Luna Pier) — місто (англ. city) в США, в окрузі Монро штату Мічиган. Населення — 1382 особи (2020).

## Географія
Луна-Піер розташована за координатами 41°48′18″ пн. ш. 83°26′32″ зх. д. / 41.80500° пн. ш. 83.44222° зх. д. (41.804933, -83.442277).  За даними Бюро перепису населення США в 2010 році місто мало площу 4,35 км², з яких 3,89 км² — суходіл та 0,46 км² — водойми.

## Демографія
Згідно з переписом 2010 року, у місті мешкало 1436 осіб у 608 домогосподарствах у складі 373 родин. Густота населення становила 330 осіб/км².  Було 702 помешкання (161/км²).
Расовий склад населення:
| - 93,2 % — білих - 0,8 % — корінних американців - 0,8 % — чорних або афроамериканців - 0,5 % — азіатів - 1,1 % — осіб інших рас |

До двох чи більше рас належало 3,5 %. Частка іспаномовних становила 3,0 % від усіх жителів.
За віковим діапазоном населення розподілялося таким чином: 22,9 % — особи молодші 18 років, 66,6 % — особи у віці 18—64 років, 10,5 % — особи у віці 65 років та старші. Медіана віку мешканця становила 41,7 року. На 100 осіб жіночої статі у місті припадало 93,3 чоловіків;  на 100 жінок у віці від 18 років та старших — 94,9 чоловіків також старших 18 років.
Середній дохід на одне домашнє господарство  становив 60 964 долари США (медіана — 48 462), а середній дохід на одну сім'ю — 66 198 доларів (медіана — 56 875). За межею бідності перебувало 16,9 % осіб, у тому числі 30,9 % дітей у віці до 18 років та 1,4 % осіб у віці 65 років та старших.
Цивільне працевлаштоване населення становило 586 осіб. Основні галузі зайнятості: освіта, охорона здоров'я та соціальна допомога — 23,9 %, виробництво — 20,8 %, роздрібна торгівля — 8,9 %, науковці, спеціалісти, менеджери — 8,9 %.